# سیارک ۵۶۳۰
سیارک ۵۶۳۰ (به انگلیسی: 5630 Billschaefer، نامگذاری:1993FZ) پنج هزار و ششصد و سیمین سیارک کشف شده‌است که در ۲۱ مارس ۱۹۹۳ کشف شد.
قدر مطلق سیارک برابر ۱۳٫۴۰ است.